# 加藤恭平 (写真家)
加藤 恭平（かとう きょうへい、1909年 - 1983年）とは、日本の報道写真系統の写真家。栃木県に生まれる。慶應義塾大学卒業。

## 来歴
- 1936年 - 東京工芸社を設立。（1939年 - 林忠彦が入社。写真週報の刊行にも携わったとされる。税金対策の必要性もあり、林が東京工芸社の代表を務めた時期もある。）
- 1938年 - 土門拳、濱谷浩、藤本四八、光墨弘、田村茂、林忠彦、杉山吉良らと「青年報道写真研究会」を結成
- 1942年 - 林忠彦・石津良介・大竹省二・仙波巌らと、「華北弘報写真協会」（中国の日本大使館の外郭団体）を設立（理事長は加藤、理事は林と仙波巌であったという）。中国での活動を盛んに行う。
- 戦後 - いったん写真から離れるも、1951年に東京工芸社から東京光芸社として、復した。
- 1970年 - 日本クロマート現像所（カラープリント現像所）を設立。

なお、回顧展などの加藤恭平を紹介する企画は開催されていない。